# Megachile subrixator
Megachile subrixator là một loài Hymenoptera trong họ Megachilidae. Loài này được Cockerell mô tả khoa học năm 1915.